# Lawrence Abernethy, 1. Lord Saltoun
Lawrence Abernethy, 1. Lord Saltoun (* um 1400; † vor 13. März 1461) war ein schottischer Adliger.
Er war der zweitgeborene Sohn des schottischen Ritters Sir William Abernethy of Saltoun († 1411) und dessen Gattin Margaret Borthwick. Beim Tod seines älteren Bruders, 1428, erbte er die Ländereien seines Vaters in Saltoun in East Lothian und Rothiemay in Morayshire.
Am 28. Juni 1445 wurde er von König Jakob II. als Lord Saltoun, of Abernethy, zum erblichen Lord of Parliament erhoben. Im gleichen Jahr wurde er Justiciar of Scotland und damit der höchste Rechtsbeamte im Königreich Schottland.
Seit 1448 war er mit einer Frau namens Margaret verheiratet. Mit ihr hatte er folgende Kinder:
- William Abernethy, 2. Lord Saltoun († 1488);
- James Abernethy, 3. Lord Saltoun († 1505);
- George Abernethy;
- Archibald Abernethy;
- Elizabeth Abernethy, ⚭ John Gordon of Scardargue;
- Catherine Abernethy, ⚭ Alexander Irvine of Drum;

Sein genaues Todesdatum ist unbekannt, am 13. März 1461 war er bereits tot, zu diesem Datum wurde sein ältester Sohn William als neuer Eigentümer seiner Ländereien urkundlich bestätigt.